# John Leypoldt
John Howard Leypoldt (Washington, 31 marzo 1946 – Cheektowaga, 7 febbraio 1987) è stato un giocatore di football americano statunitense che ha giocato nel ruolo di kicker sette stagioni nella National Football League (NFL). Leypoldt morì di attacco cardiaco nel 1987 all'età di 40 anni al St. Joseph Intercommunity Hospital a Cheektowaga, New York.

## Carriera professionistica
Dopo il diploma alla scuole superiori, John giocò come semi-professionista a football nel Maryland e nella Virginia. Mentre stava lavorando presso una stazione di servizio nel 1971 gli venne offerta la possibilità di tentare un provino coi Buffalo Bills, superato con successo. Dal 1971 al 1976, Leypoldt calciò 147 conversioni da un punto e 74 field goal per un totale di 369 punti, piazzandosi al secondo posto nella storia della franchigia dei Bills dietro al solo O. J. Simpson (con 420). Nel 1975, Leypoldt guidò la NFL con 51 conversioni di extra point.
Dopo aver sbagliato tre tentativi di field goal nella partita di apertura della stagione 1976 contro i Miami Dolphins, l'allenatore Lou Saban tagliò il giocatore. Leypoldt nel corso della stessa stagione 1976 firmò con la neonata franchigia dei Seattle Seahawks. John passò a New Orleans nel 1978 ma fece presto ritorna Seattle nel corso della stessa stagione. Nel 1979 tentò un ritorno coi Bills senza successo. All'inizio della stagione 1986, John deteneva ancora il decimo posto nella classifica di tutti i tempi dei Seahawks per punti segnati.

## Palmarès
- Leader NFL per conversioni di extra-point (51 nel 1975)

## Statistiche
| Partite totali             | 92  |
| Partite totali da titolare | 0   |
| Field goal provati         | 93  |
| Field goal messi           | 154 |
| Field goal più lungo       | 52  |